# فرناندو كازانوفا
فرناندو كازانوفا (30 أكتوبر 1988 بسانتو دومينغو في جمهورية الدومينيكان - ) هو لاعب كرة قدم دومينيكاني في مركز الوسط. شارك مع منتخب جمهورية الدومينيكان لكرة القدم. أما مع النوادي، فقد لعب مع Bauger FC ‏.

## وصلات خارجية
- فرناندو كازانوفا على موقع الاتحاد الدولي (مؤرشف)  (الإنجليزية)
- فرناندو كازانوفا على موقع قاعدة بيانات كرة القدم.إي يو (الإنجليزية)
- فرناندو كازانوفا على موقع ناشيونال فوتبول تيمز (الإنجليزية)